# Valeri Legàssov
Valeri Alekséievitx Legàssov (en rus : Валерий Алексеевич Легасов) (Tula, 1 de setembre de 1936 - Moscou, 27 d'abril de 1988) va ser un científic soviètic, especialista en química inorgànica, membre de l'Acadèmia de Ciències de la URSS. Com a Director adjunt de l'Institut Kurchàtov de l'Energia Atòmica, formà part de la comissió científica que investigà les causes de l'accident de Txernòbil. Legàssov es va suïcidar dos anys i un dia després de l'accident.

## Formació i carrera científica
Valeri Legàssov va néixer el 1936 a Tula, a 165km de Moscou, en una família de classe treballadora. Després d'estudiar a l'escola secundària a Kursk va assistir a la 56a escola de Moscou entre 1949 i 1954, graduant-se amb una medalla d'or. Actualment aquesta escola porta el seu nom, i a l'entrada hi ha una estàtua seva de bronze. Es va casar amb Margarita Mihalovna i va tenir una filla, Inga Legásova. El 1961 es va graduar a la Facultat d'Enginyeria Física-Química de la Universitat de Tecnologia Química Dmitri Mendeléiev de Rússia, i anà a treballar durant un any i mig com a enginyer químic a una planta de Sibèria, a la ciutat de Tomsk-7. En tornar es va unir al Departament de Física Molecular de l'Institut Kurchàtov de l'Energia Atòmica. El 1967, sota la supervisió d'Issaak Kikoin, realitzà una tesi sobre la síntesi de compostos de gas noble i les seves propietats. El 1972 va obtenir el doctorat en Química, essent elegit el 1976 com a membre de l'Acadèmia de Ciències de la URSS. Durant el seu ensenyament a l'Institut de Física i Tecnologia de Moscou (1978-1983) es va convertir en membre de ple dret de l'Acadèmia de Ciències, al Departament de Química Física i Tecnologia de Materials Inorgànics. Des de 1983 fins a la seva mort va treballar al Departament de Radioquímica i Tecnologia Química de la Facultat de Química de la Universitat de Moscou, convertir-se en el primer subdirector de Treball Científic de l'Institut Kurchàtov el mateix any. Fins i tot abans del desastre de Txernòbil, Legàssov era conegut per emfatitzar la necessitat d'augmentar els mètodes de protecció i seguretat per prevenir grans desastres.

## Accident de Txernòbil
Immediatament després de l'accident a la Central nuclear de Txernòbil, Legàssov va ser nomenat membre de la comissió governamental per investigar les causes i seqüeles de l'accident. Va ser un dels primers a aparèixer al lloc de l'accident, on va passar un total de 60 dies. Després que altres membres de la comissió tornessin a Moscou per minimitzar l'exposició a la radiació, Legasov va tornar a la central nuclear de Txernòbil per continuar el seu treball. L'alta dosi rebuda de radiació, hauria afectat greument la seva salut.
Se'l considera responsable de decisions importants per prevenir noves explosions, així com l'informador al Kremlin sobre la situació a la zona de l'accident. Va ser ell qui va proposar la composició de sorra, argila, plom, dolomita i bor absorbent de neutrons que es va abocar sobre el reactor, gràcies a la qual es van evitar conseqüències encara pitjors. Va informar a la comunitat científica i la premsa sobre els riscos i l'estat de la planta destruïda, i va insistir en l'evacuació completa immediata de la ciutat de Prípiat.

### L'informe de Viena

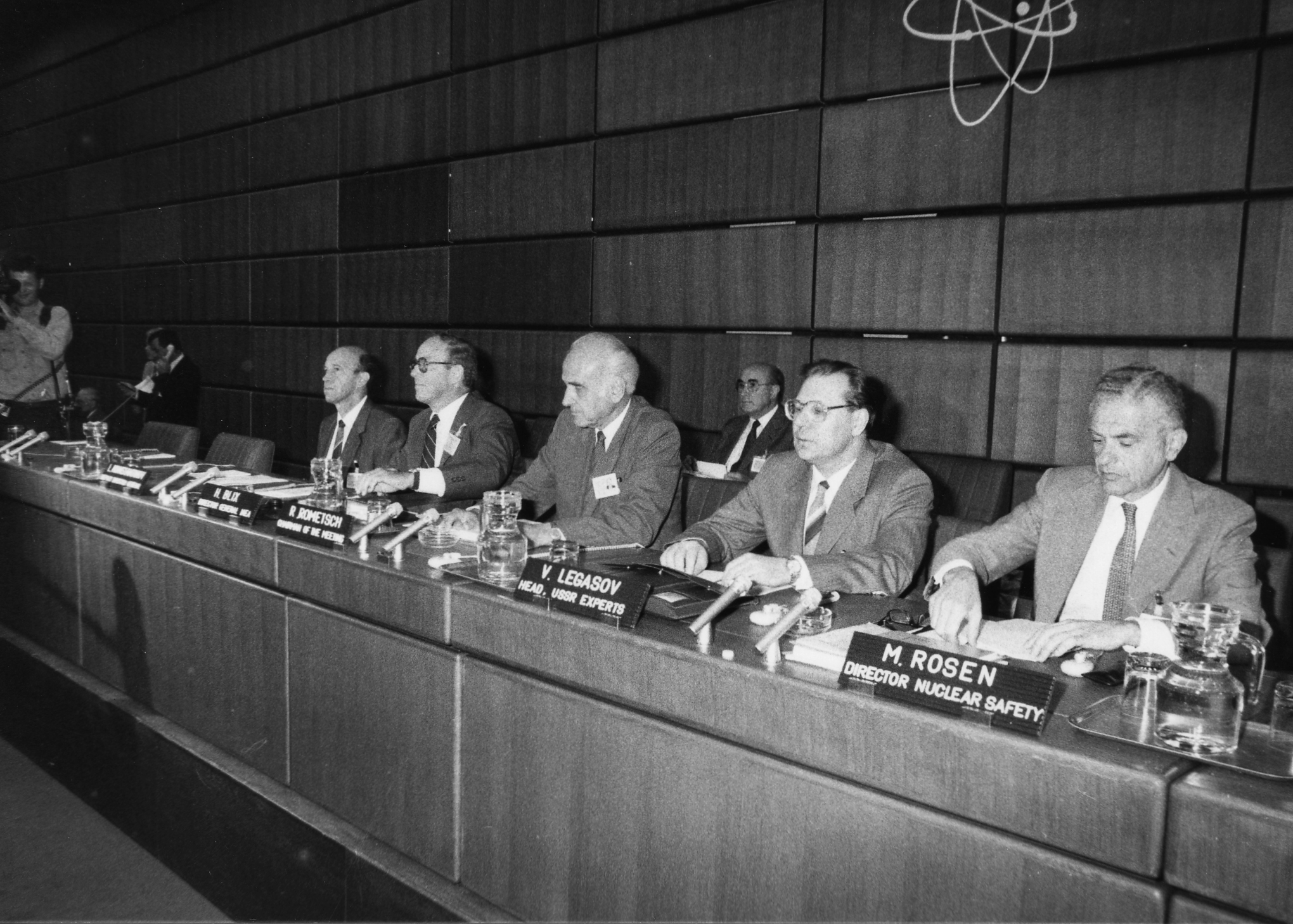
Legàssov a Viena, el 1986.

L'agost de 1986, va presentar un informe oral de cinc hores a la seu de Viena de l'Agència Internacional de l'Energia Atòmica, com a cap de la delegació soviètica, sobre les circumstàncies de l'accident.L'informe va ajudar a calmar la comunitat internacional i s'elogià la quantitat d'informació que va proporcionar Legasov a la comunitat científica, però s'ha especulat que podria haver despertat recels a la Unió Soviètica per la suposada revelació informació classificada.
Posteriorment, s'hauria produït una possible condemna a l'ostracisme per part de les autoritats soviètiques, que haurien impedit Legàssov ser elegit membre del Consell Científic i Tècnic, i hauria estat vetat per rebre el guardó d'Heroi del Treball Socialista malgrat ser nominat en dues ocasions. Aquests fets s'han relacionat un suposat període de depressió per part del científic, que el juny de 1987 ja hauria comès un primer intent de suïcidi.

## Mort i reconeixement
El 27 d'abril de 1988, un dia després del segon aniversari de l'accident de Txernòbile, Legàssov es va penjar. Va ser enterrat al Cementiri de Novodévitxi de Moscou. Abans del suïcidi, enregistrà diverses cintes amb nova informació en què denuncia errors de disseny de la planta Txernòbil, així com d'actuació dels enginyers.
El suïcidi de Legàssov va sacsejar la indústria nuclear soviètica. En particular, el problema amb el disseny de les varetes de control en reactors RBMK tipus Txernòbil va ser admès i abordat. El 20 de setembre de 1996, el llavors president rus Borís Ieltsin va concedir a Legàssov el títol d'Heroi de la Federació Russa, el màxim títol honorífic del país, pel "coratge i heroisme" mostrat en la seva investigació del desastre.

## Sèries i documentals
La figura de Legàssov és interpretada per Adrian Edmondson al docudrama Surviving Disaster de la BBC (2006), per Adam Curtis en la seva sèrie documental Pandora's Box (1992), i per Jared Harris a la minisèrie Sky/HBO Chernobyl (2019).